# Turmfalke
Der Turmfalke (Falco tinnunculus) ist der am häufigsten vorkommende Falke Mitteleuropas. Der Öffentlichkeit ist er relativ vertraut, da er sich auch Städte und Stadträume als Lebensraum erobert hat und öfter beim „Rüttelflug“ zu beobachten ist (daher auch die verbreitete Bezeichnung Rüttler – nicht zu verwechseln wiederum mit dem Rötelfalken).
2007 war der Turmfalke in Deutschland und 2008 in der Schweiz „Vogel des Jahres“.

## Name
Die wissenschaftliche Artbezeichnung (lateinisch tinnunculus, „klingend“ oder „schellend“) weist auf den Ruf des Turmfalken hin, der an ein ti, ti, ti, ti erinnert und in Ton und Rufgeschwindigkeit je nach Situation variiert.
Die heute im deutschen Sprachgebrauch übliche Bezeichnung Turmfalke weist darauf hin, dass Turmfalken auch menschliche Bauwerke als Brutplatz nutzen und dabei bevorzugt in den obersten Regionen nisten. Neben der Bezeichnung Turmfalke existieren eine Reihe weiterer Trivialbezeichnungen, die regional unterschiedlich sind. Der Name Rüttelfalke (nicht zu verwechseln mit dem ähnlichen Rötelfalken) weist auf den charakteristischen Flug hin; Mauer-, Dom- oder Kirchfalke auf die in menschlichen Siedlungen präferierten Nistgelegenheiten. Die gelegentlich auch gebrauchte Bezeichnung Taubensperber ist allerdings eine Fehlinterpretation des Beutespektrums des Turmfalken. Anders als beim Wanderfalken zählen Tauben nur selten zu den Vogelarten, die von ihm erbeutet werden, da sie als Beutetier für ihn zu groß sind. Ausgestorben ist die Bezeichnung Wannewehr.

## Erscheinungsbild

### Gefieder

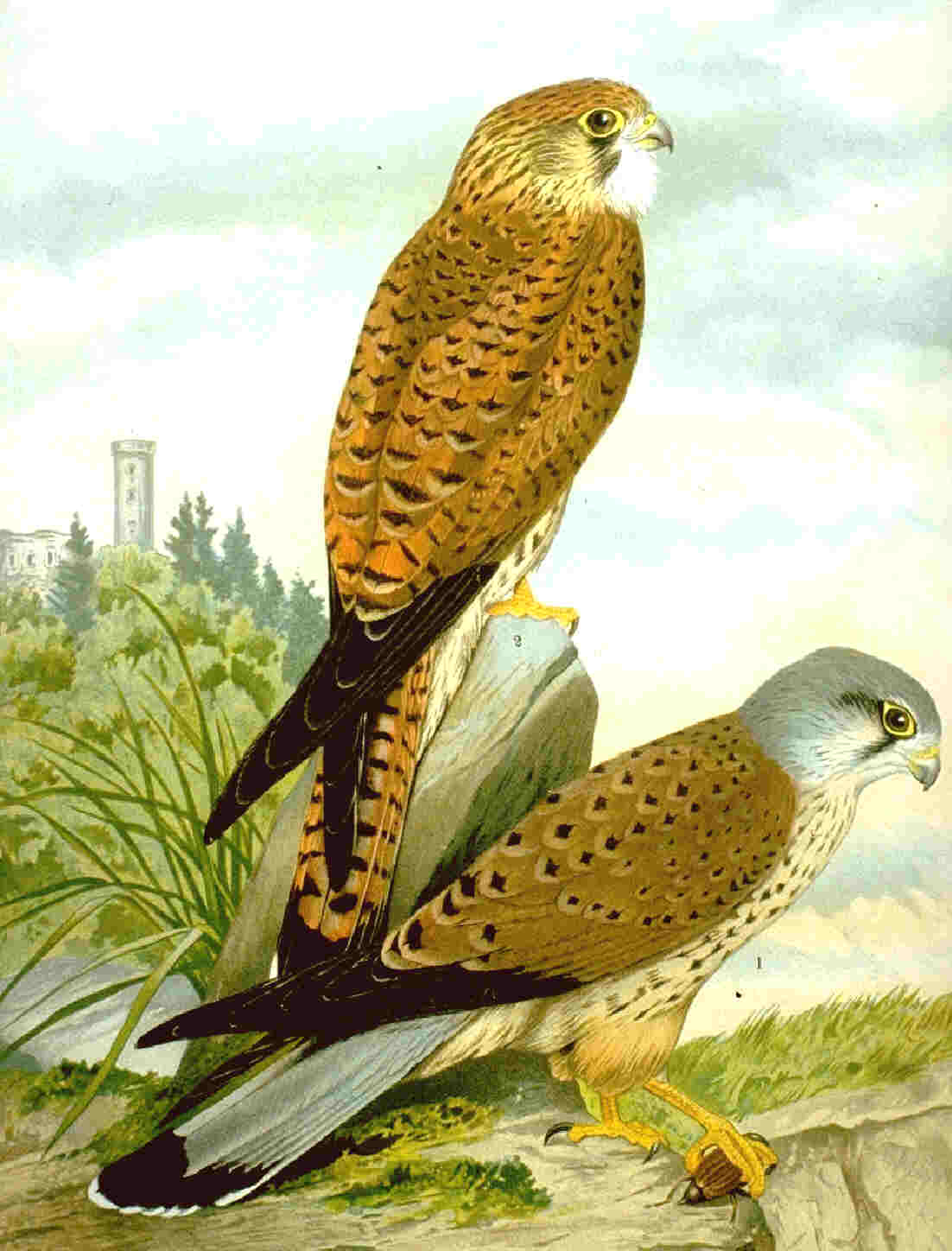
Turmfalkenpaar (Illustration), oben das Weibchen, unten das Männchen mit den typischen dunklen Tupfen

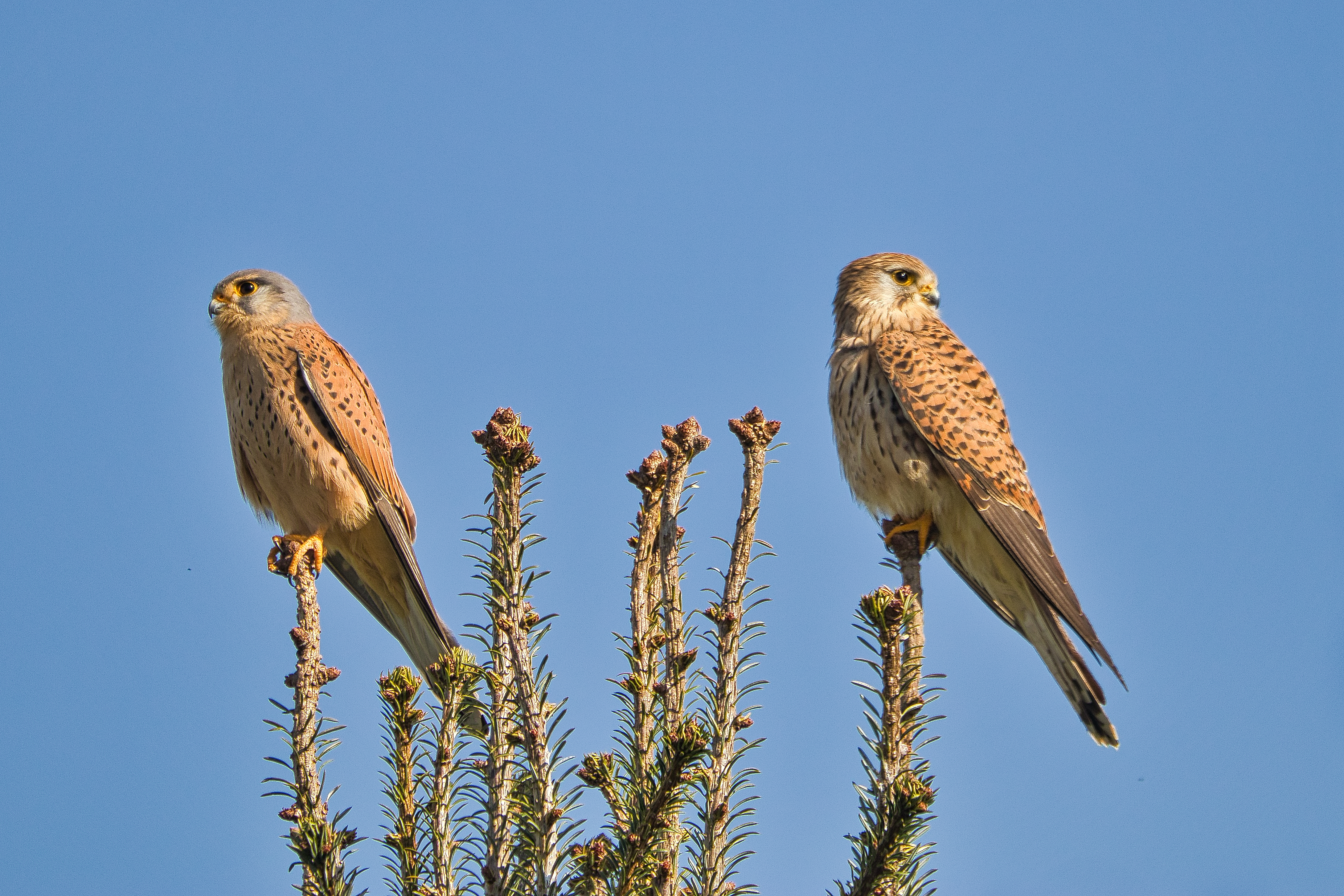
Turmfalkenpaar, links das Männchen

Turmfalken zeigen in ihrem Gefieder einen ausgeprägten Geschlechtsdimorphismus. Das auffälligste Unterscheidungsmerkmal zwischen männlichen und weiblichen Turmfalken ist die Kopffärbung. Bei Männchen ist der Kopf grau, während Weibchen einheitlich rotbraun gefärbt sind. Männchen haben außerdem auf ihrem rotbraunen Rücken kleine schwarze und zum Teil rautenförmige Flecken. Ihre Oberschwanzdecken sowie der Hinterrücken und die Schwanzfedern – der so genannte Stoß – sind gleichfalls hellgrau. Das Stoßende weist eine deutliche schwarze Endbinde mit einem weißen Saum auf. Die Unterseite ist hell cremefarben und nur sehr leicht bräunlich gefleckt oder gestreift. Der Unterbauch und die Unterflügeldecken sind fast weiß.
Das ausgewachsene Weibchen ist am Rücken dunkel quer gebändert. Im Unterschied zum Männchen ist der Stoß braun und zeigt zudem mehrere Querstreifen und eine deutliche Endbinde. Auch die Unterseite ist dunkler als beim Männchen und weist eine stärkere Fleckung auf. Jungvögel gleichen in ihrem Gefieder den Weibchen. Allerdings wirken ihre Flügel runder und kürzer als bei adulten Turmfalken. Außerdem weisen die Spitzen der Handschwingen hellere Säume auf. Wachshaut und Augenring, die bei ausgewachsenen Vögeln gelb sind, sind bei Jungvögeln hellblau bis grüngelblich.
Bei beiden Geschlechtern ist der Schwanz abgerundet, da die äußeren Schwanzfedern kürzer als die mittleren Schwanzfedern sind. Bei ausgewachsenen Vögeln erreichen die Flügelspitzen das Schwanzende. Die Beine sind sattgelb, die Krallen schwarz.

### Körperbau
Körpergröße und Flügelspannweite variieren je nach Unterart und Individuum stark. Bei der in Europa vertretenen Unterart Falco tinnunculus tinnunculus erreichen Männchen durchschnittlich eine Körperlänge von 34,5 Zentimetern und Weibchen von 36 Zentimetern. Die Flügelspannweite des Männchens beträgt durchschnittlich knapp 75 Zentimeter und bei den größeren Weibchen 76 Zentimeter.
Normal ernährte Männchen wiegen im Schnitt etwa 200 Gramm, Weibchen sind durchschnittlich etwa 20 Gramm schwerer. Während Männchen das ganze Jahr über ein in der Regel konstantes Gewicht haben, schwankt das der Weibchen beträchtlich: Sie sind am schwersten während der Legeperiode, in der auch normal ernährte Weibchen mehr als 300 Gramm wiegen können. Gewicht der Weibchen und Bruterfolg sind dabei positiv korreliert: Schwere Weibchen haben größere Gelege und sind erfolgreicher bei der Aufzucht ihrer Jungen.

### Flugbild

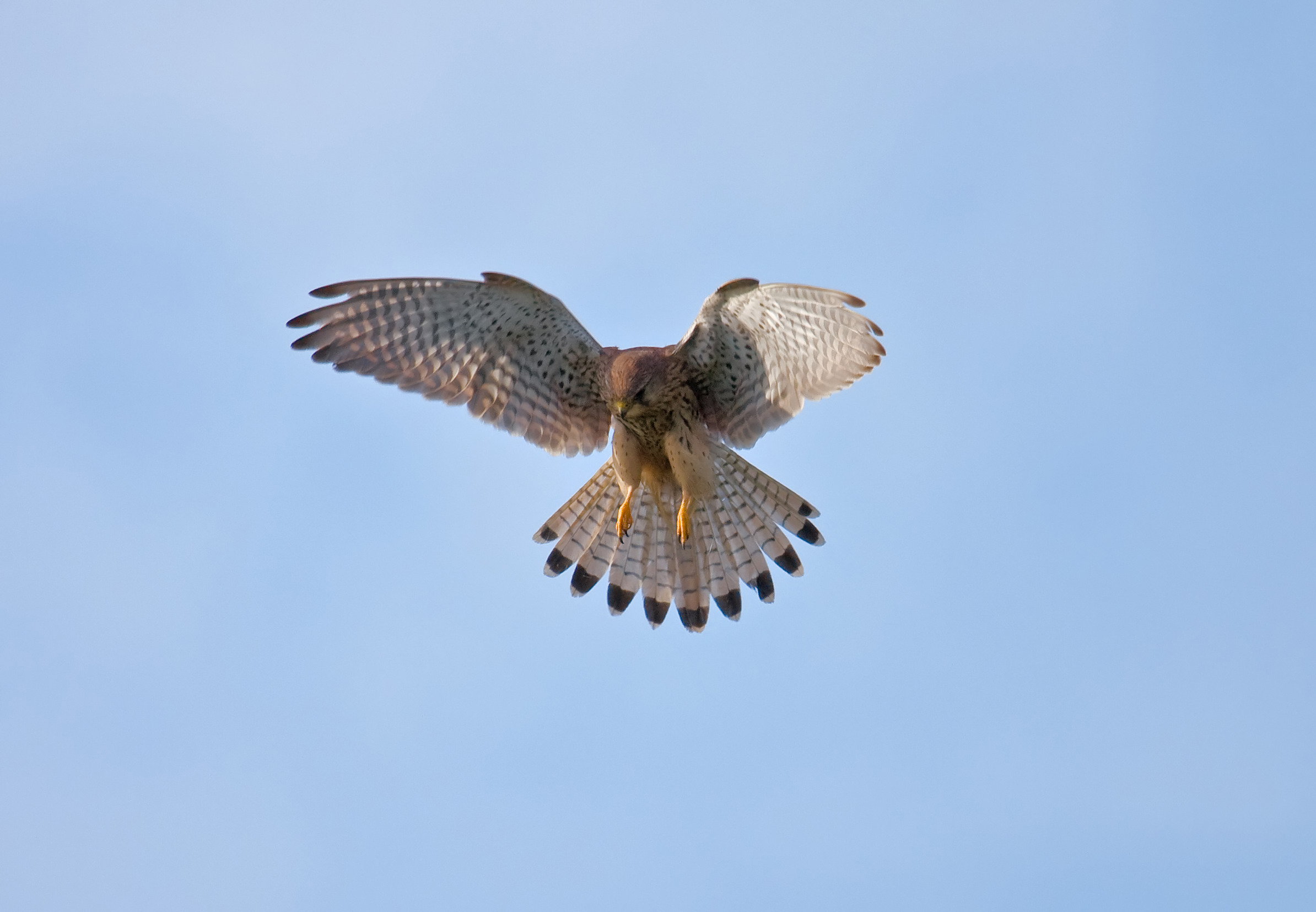
Weiblicher oder diesjähriger Turmfalke im Rüttelflug, Flügel und Schwanz sind maximal aufgefächert
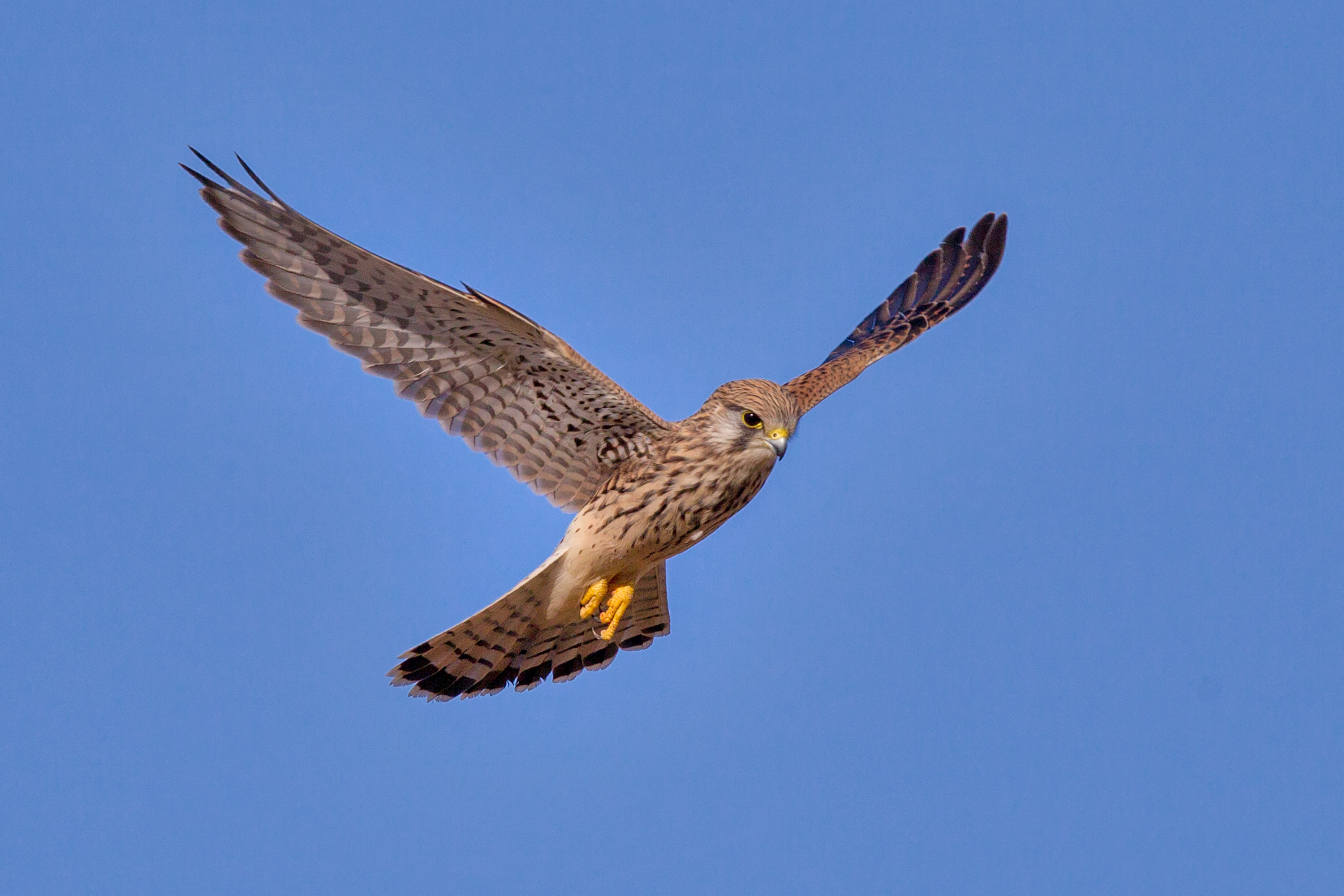
Turmfalke beim Rüttelflug, die Flügel sind maximal gestreckt
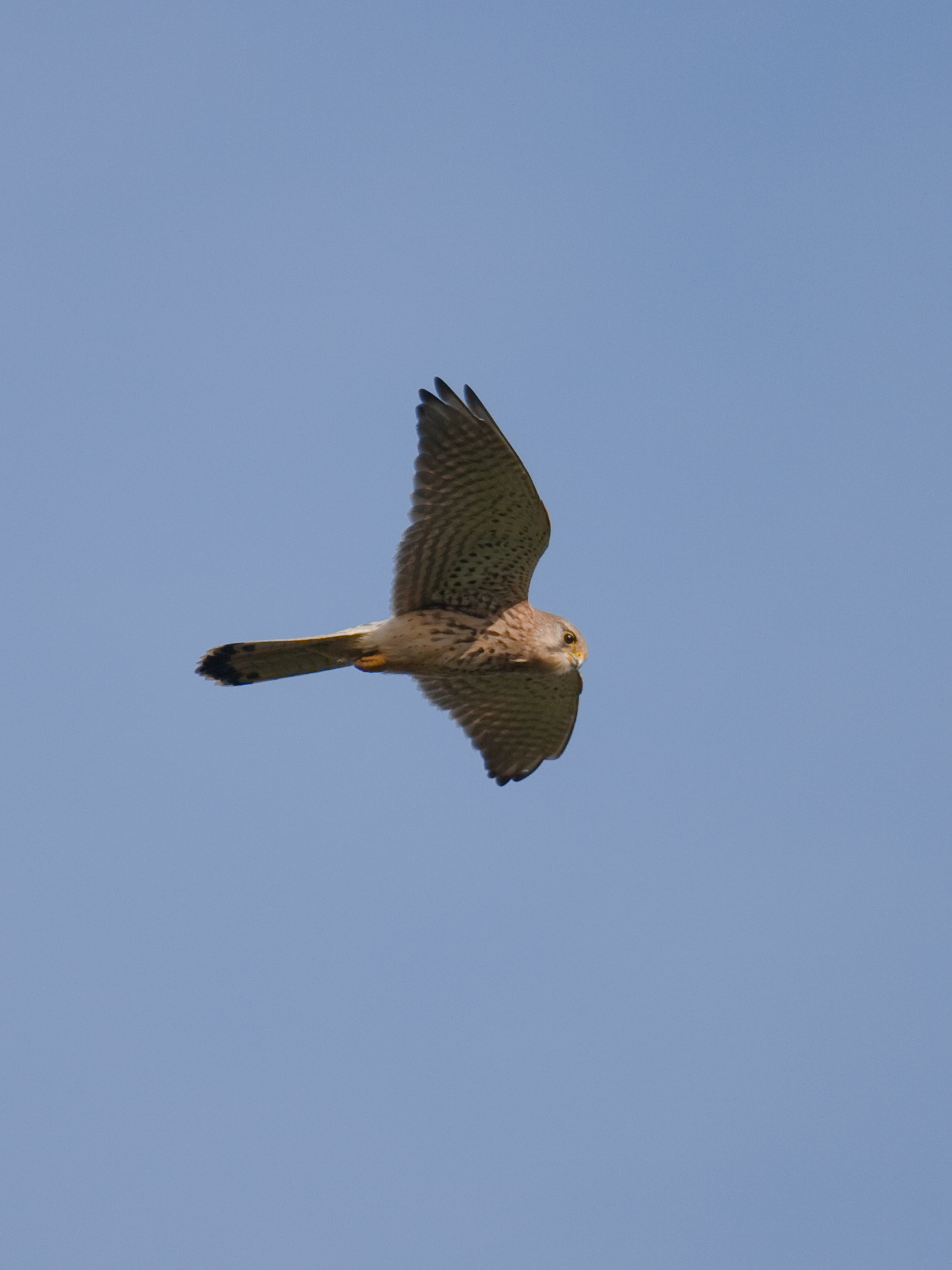
Im Gleitflug
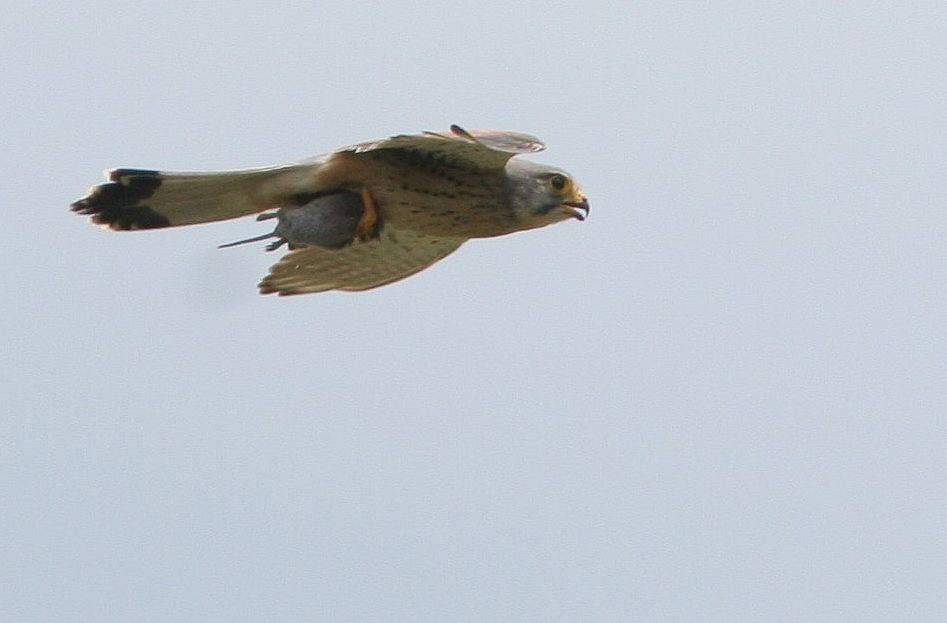
Turmfalke mit Nagetier

Der Turmfalke ist während seines auffälligen Rüttelfluges gut erkennbar. Diesen nutzt er zur Beutesuche. Er bleibt dabei in einer Höhe von 10 bis 20 Metern an einer Stelle in der Luft stehen und späht nach geeigneter Beute. Der Flügelschlag ist schnell, der Schwanz meist breit gefächert und etwas nach unten geknickt. Auf- und Niederschlag erfolgen in einer weitgehend waagerechten Ebene und bewegen etwa gleich große Luftmengen. Hat er ein potentielles Beutetier, etwa eine Wühlmaus, gesehen, stürzt er im Sturzflug darauf zu und greift es, wobei er kurz vor dem Boden abbremst.
Das schnelle Anfliegen seines Jagdgebietes, der Streckenflug, ist durch einen schnellen, etwas hastig wirkenden Flügelschlag gekennzeichnet. Bei günstigem Wind oder bei Annäherung an ein Beutetier kann er aber auch gleiten.

## Lautäußerungen
Untersuchungen haben gezeigt, dass sich bei Weibchen elf und bei Männchen über neun unterschiedliche Lautäußerungen differenzieren lassen. Die Rufe lassen sich in wenige Grundmuster unterteilen, deren Lautstärke, Tonhöhe und Frequenz je nach Situation variiert. Sowohl das Weibchen als auch das Männchen variieren dabei unter anderem den Bettelruf der Jungvögel, der auch als Lahnen bezeichnet wird. Besonders von Weibchen ist dieses Lahnen während der Balz zu hören oder wenn sie ihre Männchen während der Brutzeit um Futter anbetteln.
Das ti, ti, ti, das von manchen Autoren auch lautsprachlich als kikiki umschrieben wird, ist ein Erregungslaut, der vor allem dann zu hören ist, wenn die Vögel am Nest gestört werden. Varianten dieses Rufes treten auch kurz bevor das Männchen die Beute am Nest übergibt auf.
Die Lautäußerungen des Turmfalken sind auf einer Seite von lbv.de zu hören.

## Verbreitung

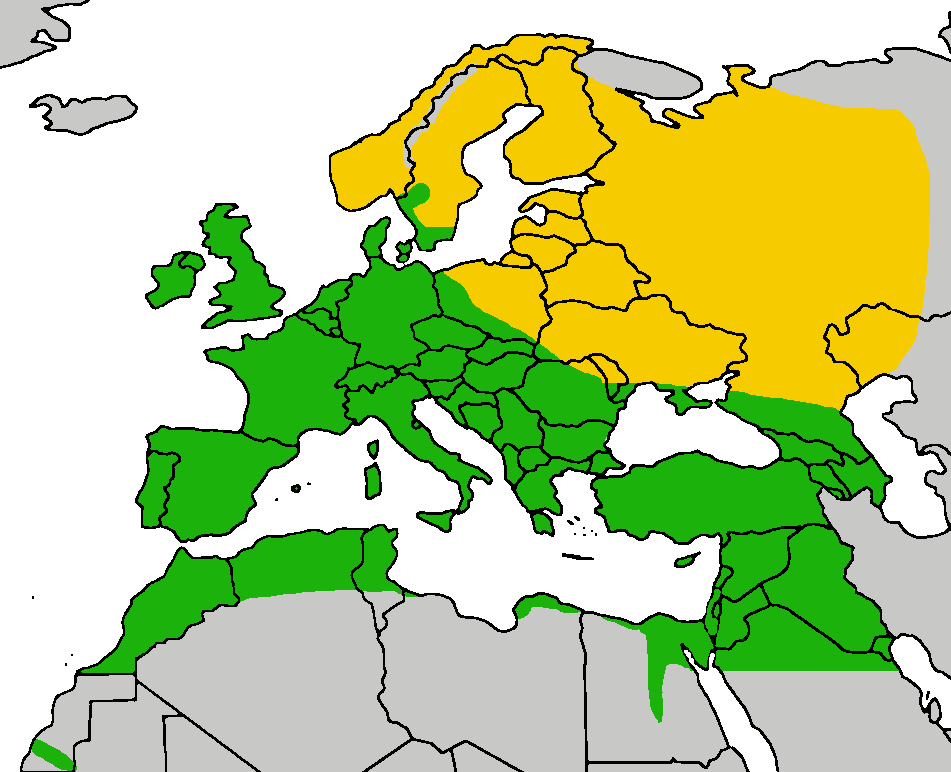
Verbreitung der Turmfalken-Nominatform in Europa und angrenzenden Regionen; grün = ganzjährig, gelb = Sommer

Als ein charakteristisches Beispiel für eine altweltliche Verbreitung ist der Turmfalke in Europa, Asien und Afrika zu finden, wo er fast alle Klimazonen der paläarktischen, der äthiopischen und der orientalischen Region besiedelt. Er ist eher im Flachland anzutreffen. Innerhalb dieses großen Verbreitungsgebiets wird eine Reihe von Unterarten beschrieben, deren Anzahl je nach Autor schwankt. Die folgende Unterartengliederung folgt im Wesentlichen Piechocki (1991):
- Falco tinnunculus tinnunculus Linnaeus, 1758 ist die Nominatform, die fast die gesamte Paläarktis bewohnt. Ihr Brutareal reicht in Europa von 68° N in Skandinavien und 61° N in Russland über die Inseln des Mittelmeers bis nach Nordafrika. Sie ist auch auf den Britischen Inseln verbreitet.
- F. t. alexandri Bourne, 1955 ist auf den südlichen Kapverdischen Inseln beheimatet, F. t. neglectus kommt auf den nördlichen Kapverdischen Inseln vor. Beide Unterarten sind kräftiger gefärbt als die Nominatform und zeichnen sich durch ein kleineres Flügelmaß aus.
- F. t. canariensis (Koenig, AF, 1890) bewohnt die westlichen Kanarischen Inseln und kommt außerdem auf Madeira vor. F. t. dacotiae lebt dagegen auf den östlichen Kanarischen Inseln.
- F. t. rupicolaeformis (Brehm, CL, 1855) ist von Ägypten und dem nördlichen Sudan bis zur Arabischen Halbinsel zu finden.
- F. t. interstinctus McClelland, 1840 lebt in Japan, Korea, China, Burma, Assam und im Himalaya.
- F. t. rufescens Swainson, 1837 bewohnt die afrikanischen Savannen südlich der Sahara bis nach Äthiopien.
- F. t. archeri Hartert, E & Neumann, 1932 kommt in Somalia und an der südlichen Küste Kenias vor.
- F. t. rupicolus Daudin, 1800 ist von Angola aus in östlicher Richtung bis nach Tansania und in südlicher Richtung bis zum Kapland verbreitet. Wird heute als eigene Art Falco rupicolus geführt.
- F. t. objurgatus (Baker, ECS, 1927) kommt im südlichen und westlichen Indien sowie auf Sri Lanka vor.

Das International Ornithological Committee führt zusätzlich:
- F. t. perpallidus (Clark, AH, 1907) kommt im Nordosten Sibiriens über den Nordosten China und Korea vor.
- F. t. dacotiae Hartert, E, 1913 ist auf den Kanarischen Inseln verbreitet.
- F. t. neglectus Schlegel, 1873 kommt im Norden der Kapverdischen Inseln vor.

## Überwinterungsgebiete

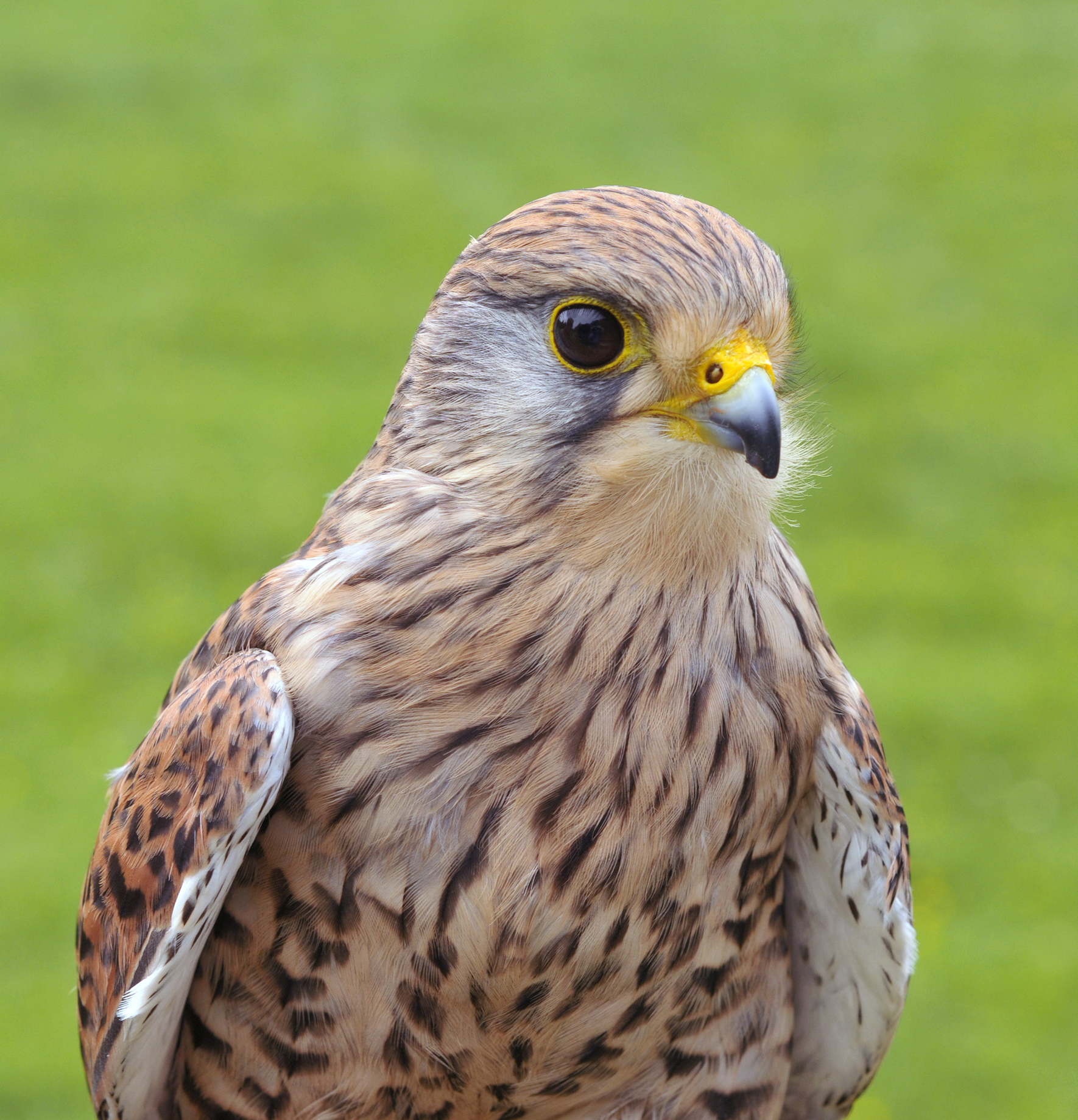
Turmfalke wartet auf Beute

Mit Hilfe der Vogelberingung konnte das Zugverhalten von Turmfalken weitgehend entschlüsselt werden. Aufgrund zahlreicher Ringfunde weiß man, dass Turmfalken sowohl Stand-, Strich- als auch ausgeprägte Zugvögel sein können. Ihr Zugverhalten ist im Wesentlichen von dem Nahrungsangebot geprägt, das ihnen in ihren jeweiligen Brutarealen zur Verfügung steht.
Die Turmfalken, die in Skandinavien oder im Baltikum brüten, ziehen im Allgemeinen nach Südeuropa, um dort den Winter zu verbringen. In Jahren, in denen eine Wühlmaus-Gradation vorlag und damit das Nahrungsangebot sehr reichlich war, wurden im Südwesten Finnlands Turmfalken beobachtet, die dort ebenso überwinterten wie Raufuß- und Mäusebussarde. Südschwedische Vögel überwintern meist in Polen, Deutschland, Belgien und Nordfrankreich. Detaillierte Untersuchungen haben gezeigt, dass in Zentralschweden brütende Vögel bis Spanien und teilweise sogar bis Nordafrika ziehen.
Die Brutvögel Deutschlands, der Niederlande und Belgiens sind überwiegend Stand- und Strichvögel. Nur wenige Individuen unternehmen weite Wanderungen und überwintern in den Regionen, in denen sich auch die Brutvögel Skandinaviens einfinden. Die in Nordasien und Osteuropa brütenden Vögel ziehen nach Südwesten, wobei die jüngeren Vögel offenbar am weitesten ziehen. Zu ihrem Überwinterungsgebiet zählt neben Südeuropa auch Afrika, wo sie bis in Gebiete ziehen, in denen der tropische Regenwald beginnt. Die Vögel, die im europäischen Teil Russlands brüten, nutzen auch das östliche Mittelmeergebiet zur Überwinterung.
Die Überwinterungsgebiete asiatischer Populationen reichen vom Kaspigebiet und dem südlichen Zentralasien bis in den Irak und den nördlichen Iran. Auch der nördliche Teil Vorderindiens zählt dazu. Auch für die asiatischen Populationen gilt, dass die Vögel Stand- und Strichvögel sind, wenn ihnen ihr Lebensraum auch während des Winters ausreichend Jagdbeute bietet.

## Zugverhalten
Turmfalken sind sogenannte Breitfrontzieher, die keinen traditionellen Zugrouten folgen und überwiegend einzeln ziehen. So zogen über die Meerenge von Gibraltar unter 210.000 Greifvögeln und Falkenartigen im Jahre 1973 fast 121.000 Wespenbussarde, aber nur 1237 Turmfalken. In dieser Zahl zeigt sich zum einen, dass die in Mitteleuropa so häufigen Vögel nur zu einem kleinen Teil in Afrika überwintern, und zum anderen, dass sie in breiter Front das Mittelmeer überqueren.
Während des Zuges fliegen Turmfalken relativ niedrig und halten sich meist in einer Flughöhe von 45 bis 100 Metern auf. Sie setzen ihren Zug auch bei schlechtem Wetter fort und sind anders als viele Greifvögel nicht auf gute Thermik angewiesen. Sie überqueren daher auch die Alpen, die von auf Thermik angewiesenen Greifvögeln wie dem Mäusebussard nur selten überquert werden. Bei ihrer Alpenüberquerung nutzen sie überwiegend Pässe, sie überfliegen aber auch Gipfel und Gletscher.

## Lebensraum

### Typische Lebensräume des Turmfalken
Der Turmfalke ist eine anpassungsfähige Art, die in unterschiedlichen Lebensräumen zu finden ist. Generell meiden Turmfalken sowohl dichte geschlossene Waldbestände als auch völlig baumlose Steppen. In Mitteleuropa ist er ein häufiger Vogel der Kulturlandschaft, der überall dort leben kann, wo Feldgehölze oder Waldränder vorhanden sind. Grundsätzlich benötigt er zum Jagen freie Flächen mit niedrigem Bewuchs. Dort, wo Bäume fehlen, nutzt er die Masten von Starkstromleitungen als Nistplatz. Aus den 1950er Jahren ist ein Fall von den Orkneyinseln belegt, wo er sogar auf vegetationslosem Boden brütete.
Neben dem Vorhandensein von Nistgelegenheiten ist es vor allem das Vorhandensein von Beutetieren, das beeinflusst, welche Lebensräume vom Turmfalken besetzt werden. Sofern Beutetiere ausreichend vorhanden sind, zeigt er eine große Anpassung an unterschiedliche Höhen. So besteht im Harz und im Erzgebirge ein Zusammenhang zwischen dem Auftreten seines dortigen Hauptbeutetiers, der Feldmaus, und den Höhenlagen, bis zu denen Turmfalken zu beobachten sind. Im Harz ist er in Höhenlagen über 600 Meter über NN zunehmend seltener zu beobachten und tritt ab 900 Meter kaum noch auf. In den Alpen dagegen, wo er ein anderes Beutespektrum nutzt, kann man ihn auf den Bergweiden noch in 2000 Meter Höhe bei der Jagd beobachten. Im Kaukasus wurde er noch in Höhenlagen bis zu 3400 Metern beobachtet, im Pamir auch über 4000 Metern. In Nepal kommt er vom Tiefland bis in 5000 Meter vor, in Tibet hat man ihn in Hochgebirgszonen bis 5500 Meter beobachtet.

### Turmfalken als Kulturfolger

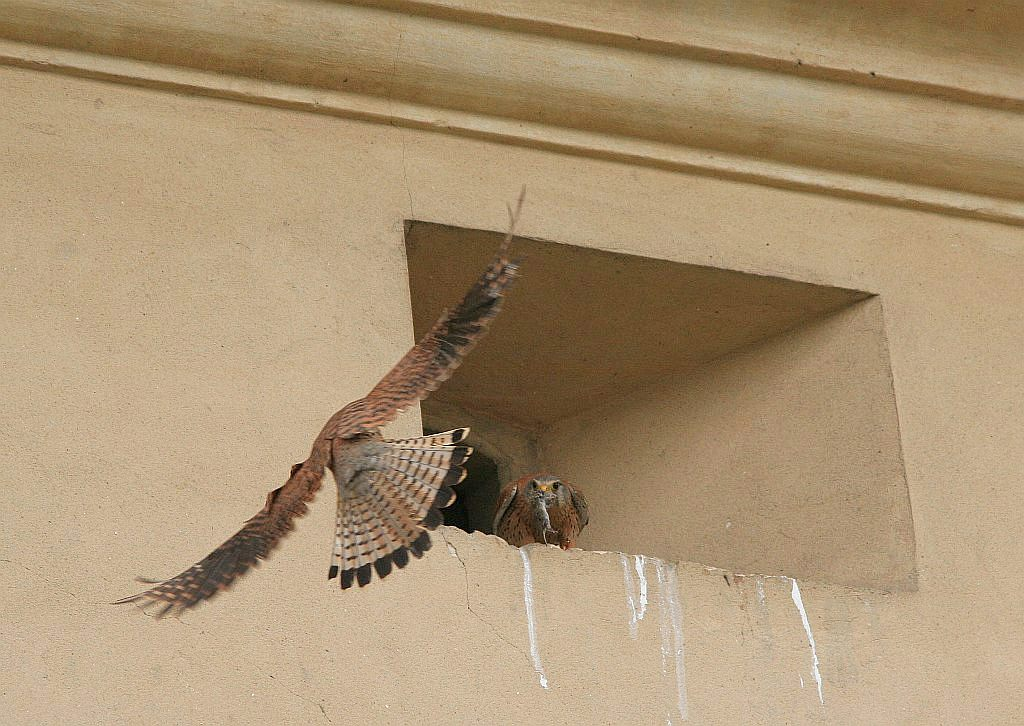
Die Vögel nutzen oft Vorsprünge oder Nischen in Gebäuden als Nistplatz.

Der Turmfalke hat auch Stadtlandschaften als Lebensraum erobert. Er profitiert dabei davon, dass Jagd- und Bruthabitat nicht identisch sein müssen. In Städten brütende Falken müssen allerdings häufig weit fliegen, um Mäuse zu erjagen. So legen die im Turm der Frauenkirche in München brütenden Turmfalken je Maus jeweils mindestens drei Flugkilometer zurück. Untersuchungen lassen darauf schließen, dass Turmfalken eine Entfernung bis zu fünf Kilometer zu ihren Jagdplätzen tolerieren. Bei einer Reihe von in der Stadt brütenden Individuen zeigt sich aber eine Veränderung in der Jagdform und im Beutespektrum, die ausführlicher im Abschnitt Jagdformen beschrieben ist.

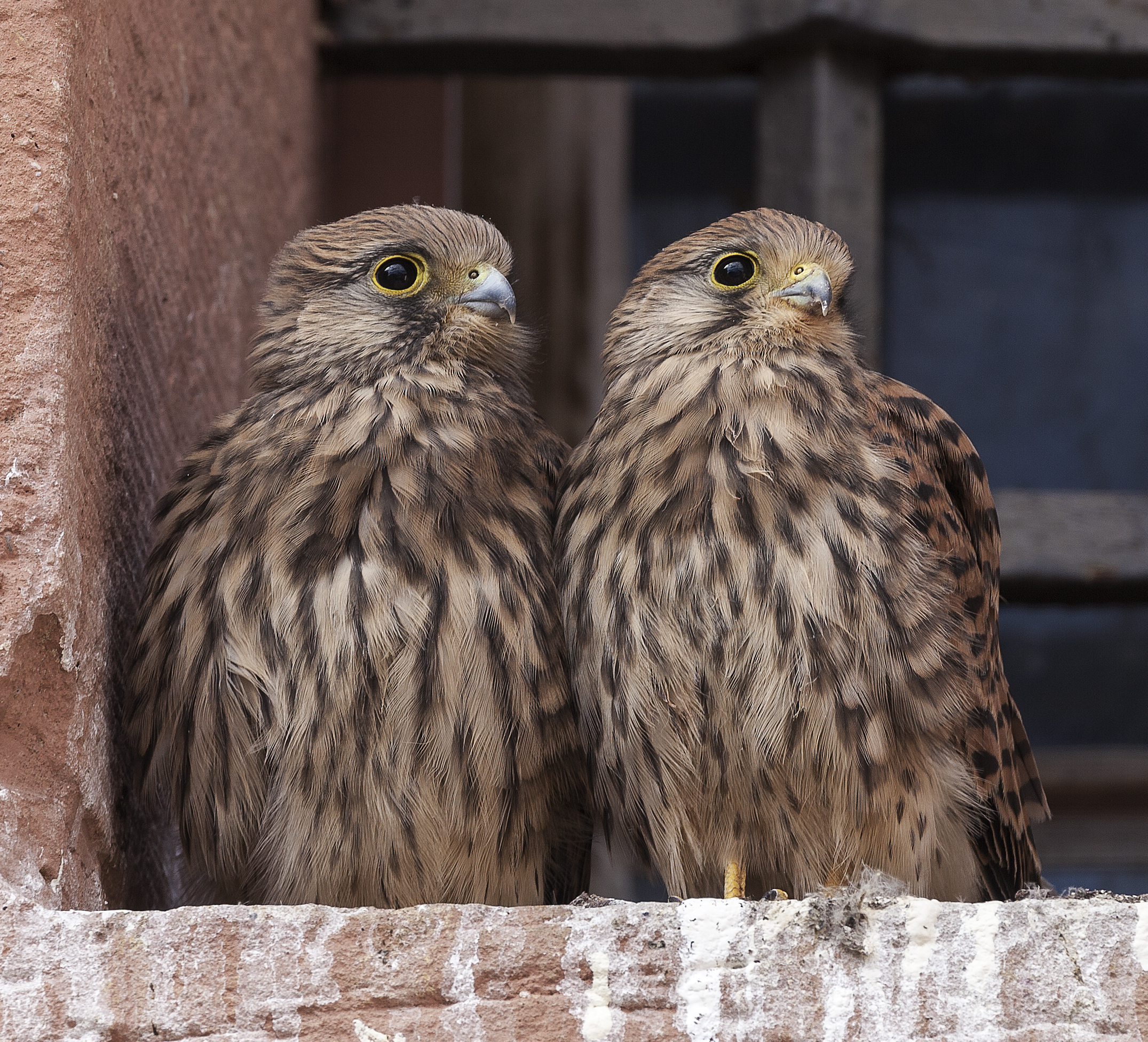
Junge, noch flugunfähige Turmfalken, auf Futter wartend.

Ein Beispiel für eine von Turmfalken bevölkerte Stadt ist Berlin. Die Berliner Fachgruppe Turmfalken des Naturschutzbundes Deutschland beschäftigt sich seit Ende der achtziger Jahre mit diesen Tieren im städtischen Habitat. Im Schnitt schwankt der Bestand in Berlin zwischen 200 und 300 Brutpaaren und bricht besonders nach harten Wintern stark ein. Der Bestand wird durch den Einbau von Nisthilfen in öffentlichen Gebäuden wie Kirchen, Schulen oder Rathäusern gestützt. „Natürliche“ Nistmöglichkeiten in Mauernischen sind vor allem an alten Bauwerken zu finden. Diese werden jedoch zunehmend saniert. Moderne Hochhausbauten weisen meist zu wenig Mauerlöcher und Höhlungen auf, um dem Turmfalken als Nistmöglichkeit zu dienen. Entsprechend brüten in Berlin mittlerweile etwa 60 Prozent der Vögel in gezielt für sie ausgebrachten Nisthilfen.
Die Stadt birgt Gefahren für die Tiere. So fallen regelmäßig Falken Autounfällen zum Opfer oder prallen gegen Scheiben. Jungfalken können aus der Nistnische fallen und werden geschwächt aufgefunden. Bis zu 50 Tiere werden jährlich in den beiden Stationen der Berliner Fachgruppe Turmfalken betreut.

## Nahrung und Nahrungserwerb

### Beutetiere

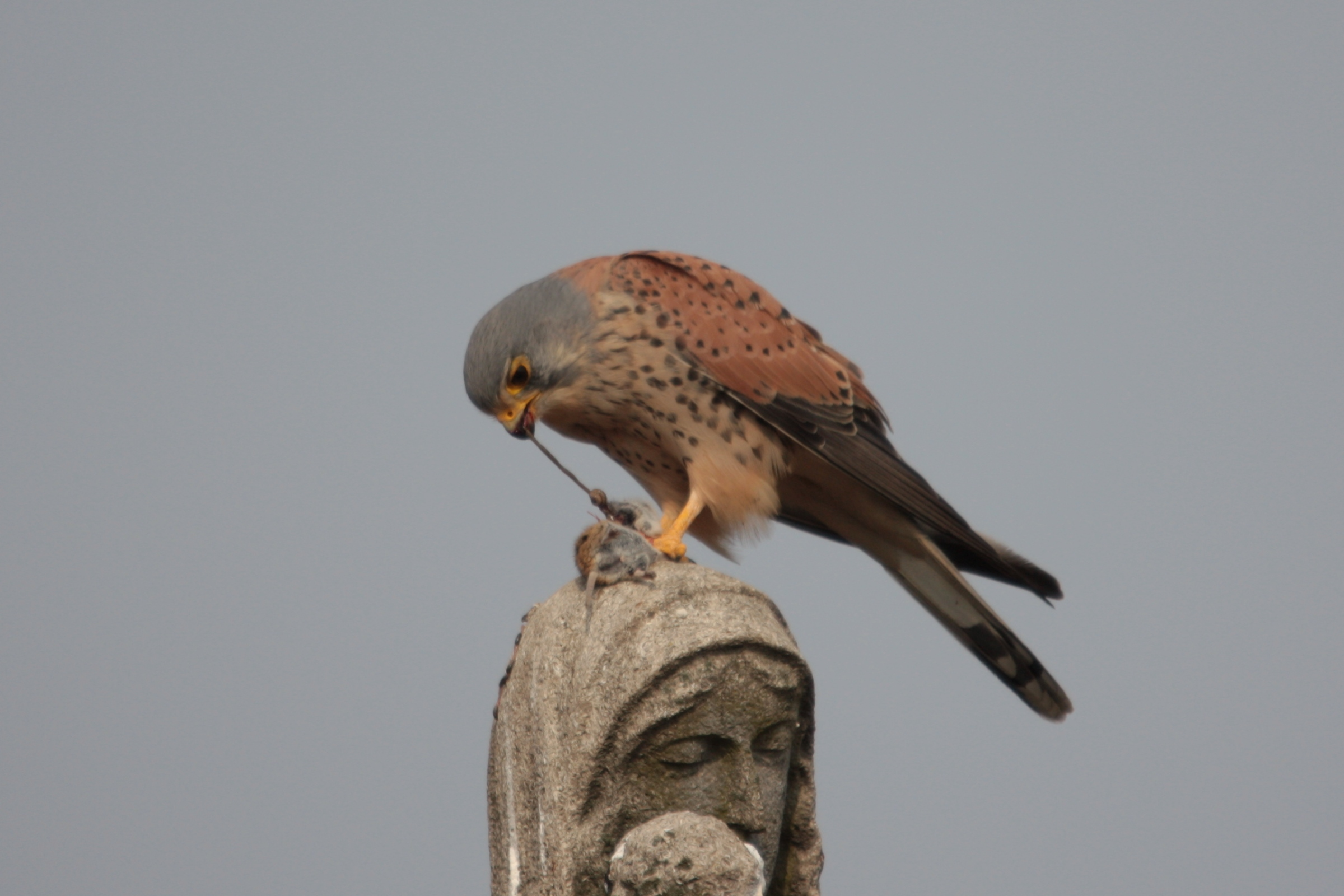
Turmfalke bei der Nahrungsaufnahme

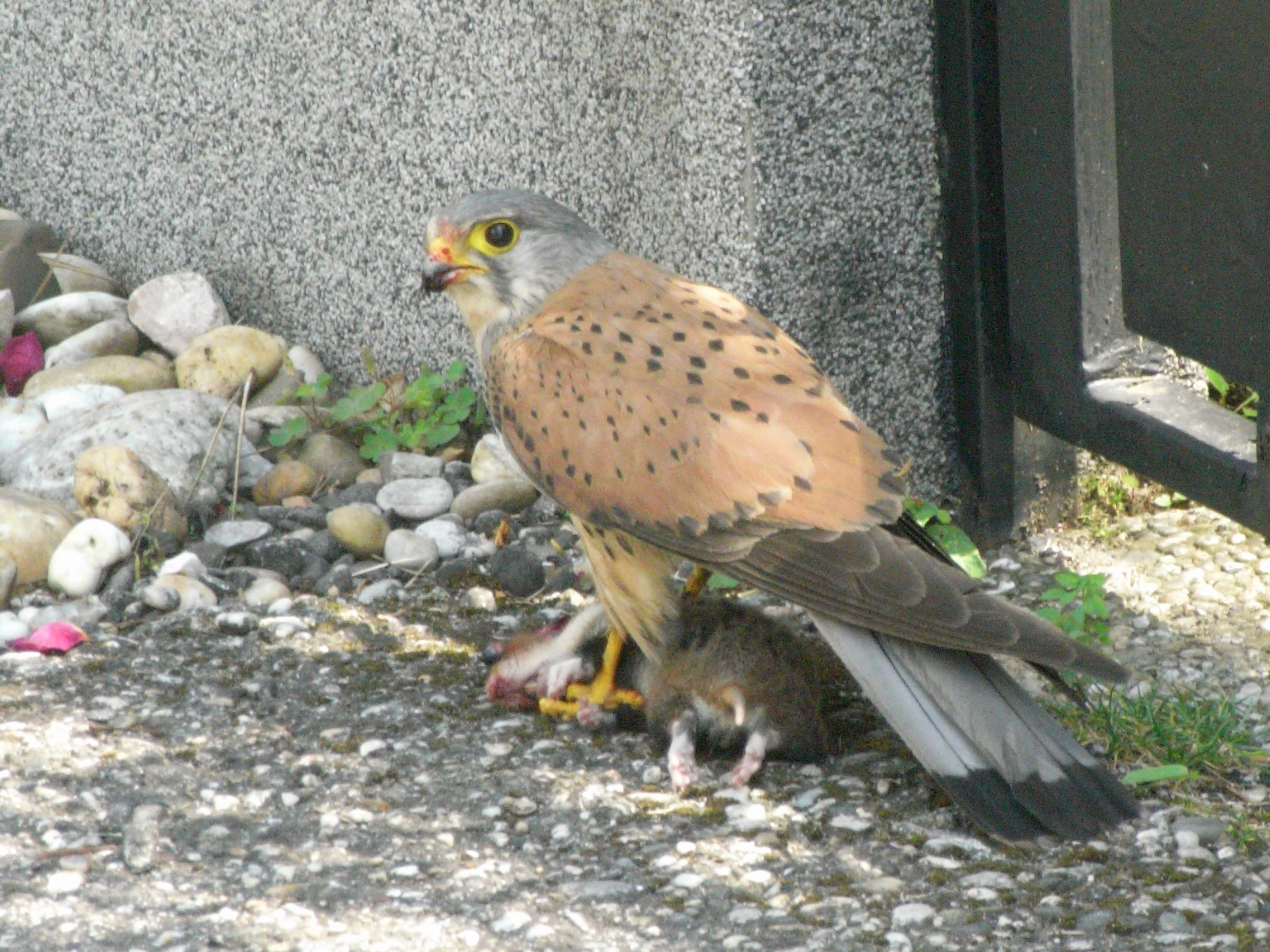
Turmfalke mit Feldhamster

Im offenen Kulturland lebende Turmfalken ernähren sich überwiegend von Kleinsäugern wie Wühlmäusen und anderen Mäusen. In Städten lebende Turmfalken nehmen daneben auch kleine Singvögel, meist Haussperlinge. Welche Tiere den Hauptteil der Beute ausmachen, ist abhängig von den lokalen Gegebenheiten. Untersuchungen auf der Insel Amrum haben gezeigt, dass Turmfalken dort bevorzugt Schermäuse jagen. Anders als in europäischen Großstädten kann die Feldmaus in kleineren Städten den Hauptanteil an der Beute ausmachen. Der Turmfalke nimmt auch mitunter Eidechsen (mit größerem Anteil in südeuropäischen Ländern), teilweise Regenwürmer und einen deutlichen Anteil an Insekten wie Heuschrecken und Käfer als Nahrung. Auf diese Beutetiere greifen brütende Turmfalken zurück, wenn die Kleinsäugerbestände zusammenbrechen. Auch ausgeflogene Jungvögel ernähren sich zuerst von Insekten und größeren Wirbellosen und wechseln erst mit zunehmender Jagderfahrung zu Kleinsäugern.
Ein frei fliegender Turmfalke benötigt täglich etwa 25 % seines Körpergewichts als Nahrungsmenge. An verunfallten Vögeln durchgeführte Untersuchungen haben gezeigt, dass Turmfalken im Schnitt etwa zwei anverdaute Mäuse im Magen haben.

### Ansitzjagd, Rüttelflug und Luftjagd

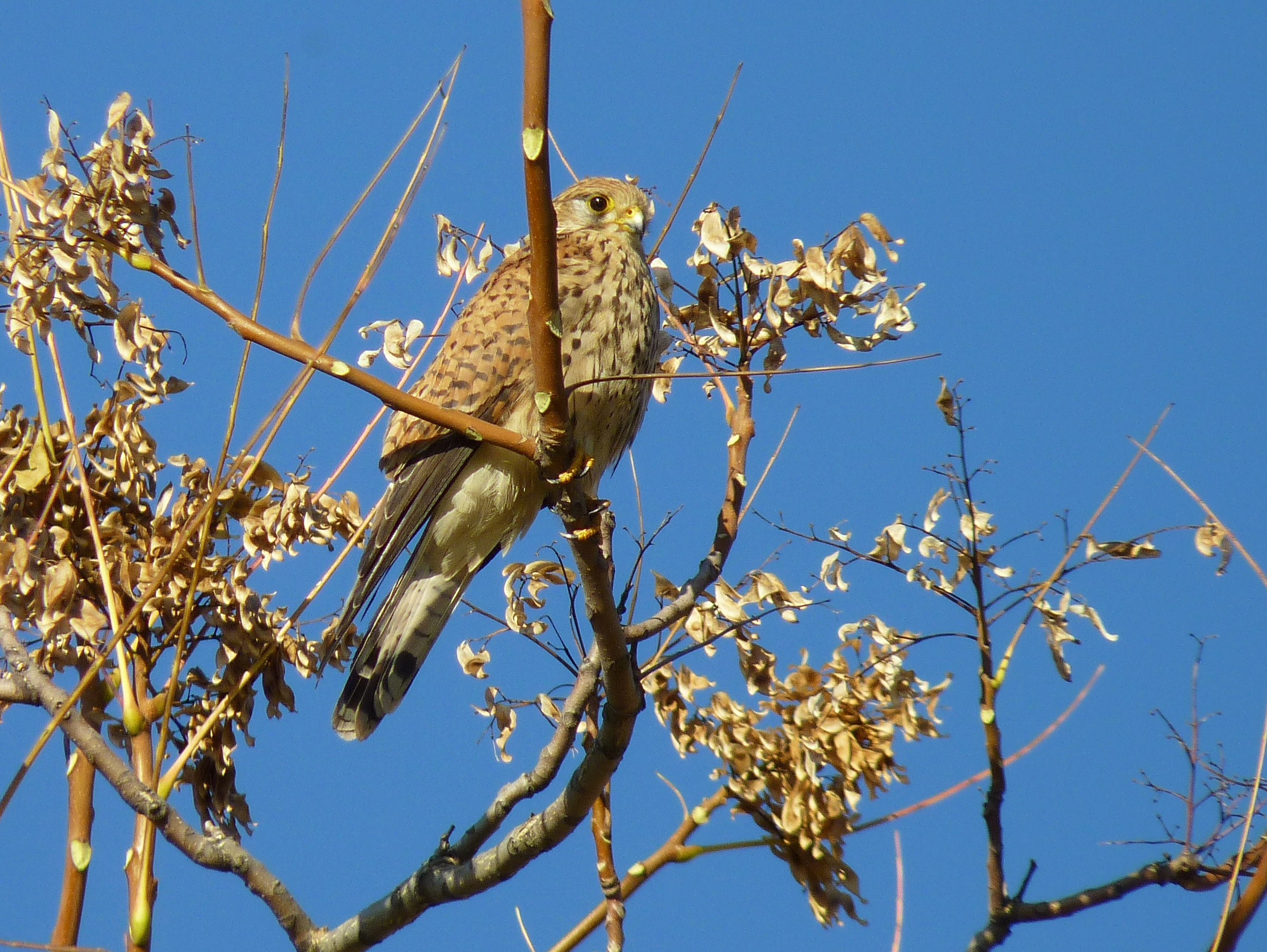
Turmfalke auf einer Sitzwarte

Der Turmfalke ist ein sogenannter Griffhalter, der seine Beute mit den Fängen packt und durch einen Biss in den Nacken tötet.
Die Jagd erfolgt teilweise als sogenannte Ansitzjagd, bei der der Falke von Weidepfählen, Telegrafenmasten oder Ästen aus nach Beute späht. Typisch für den Turmfalken aber ist der Rüttelflug. Dies ist eine hochspezialisierte Form des Ruderfluges, bei der der Falke eine Zeit lang über einem bestimmten Ort in der Luft „steht“. Diese Flugform, bei der der Vogel heftig mit den Flügeln schlägt, ist energetisch aufwendig. Bei stärkerem Gegenwind hat der Turmfalke dabei ein Verhalten entwickelt, mit dem er Energie spart. Während der Kopf über dem Fixpunkt bleibt, lässt er seinen Körper innerhalb von Bruchteilen von Sekunden lang nach hinten gleiten, bis der Hals maximal gestreckt ist. Mit Flügelschlägen fliegt er dann wieder aktiv nach vorne, bis der Hals wieder maximal gekrümmt ist. Der Energiegewinn gegenüber einem kontinuierlichen Rütteln beträgt 44 %. Der Rüttelflug wird immer über solchen Stellen ausgeführt, auf denen aufgrund der für sie erkennbaren Urinspuren besonders viele Beutetiere zu vermuten sind.
Die Luftjagd wird von Turmfalken nur unter besonderen Bedingungen praktiziert. Sie kommt vor, wenn in Städten lebende Turmfalken Singvogelschwärme überraschen können, sowie auf landwirtschaftlich genutzten Flächen, wenn sich dort größere Trupps kleiner Vögel einfinden. Einige Stadtfalken scheinen sich zu einem großen Teil auf die Vogeljagd umgestellt zu haben, um in städtischen Habitaten zu überleben. Zumindest einzelne Individuen erbeuten regelmäßig die Nestlinge verwilderter Haustauben.
Gelegentlich kann man auch junge Turmfalken beobachten, wie sie auf frisch gepflügten Äckern nach Regenwürmern suchen.

### Optimierung des Energieaufwands – die Jagdformen im Vergleich
Im Winter wird die Ansitzjagd am häufigsten praktiziert. In Großbritannien verbrachten Turmfalken im Januar und Februar 85 % ihrer Jagdzeit mit der Ansitzjagd und nur 15 % im Rüttelflug. In den Monaten von Mai bis August wird auf beide Jagdformen gleich viel Zeit aufgewendet. Die Ansitzjagd ist dabei zumindest zeitweilig die unergiebigere Jagdform; nur 9 % der Stöße auf Beutetiere waren im Winter erfolgreich und 20 % der Stöße im Sommer. Bei der Rütteljagd dagegen erbeutet der Turmfalke während des Winters in 16 % der Stöße Beute, während es im Sommer 21 % sind. Entscheidend für den Wechsel der Jagdform ist jedoch der Energieaufwand, der mit der Rütteljagd verbunden ist. Im Sommer ist der Energieaufwand bei beiden Jagdformen für jede erbeutete Maus gleich hoch. Im Winter dagegen ist der Energieaufwand der Ansitzjagd pro erbeuteter Maus trotz der niedrigeren Erfolgsquote nur halb so groß wie der beim Rüttelflug. Mit dem Wechsel der Jagdform optimiert der Turmfalke damit seinen Energieaufwand.

## Fortpflanzung

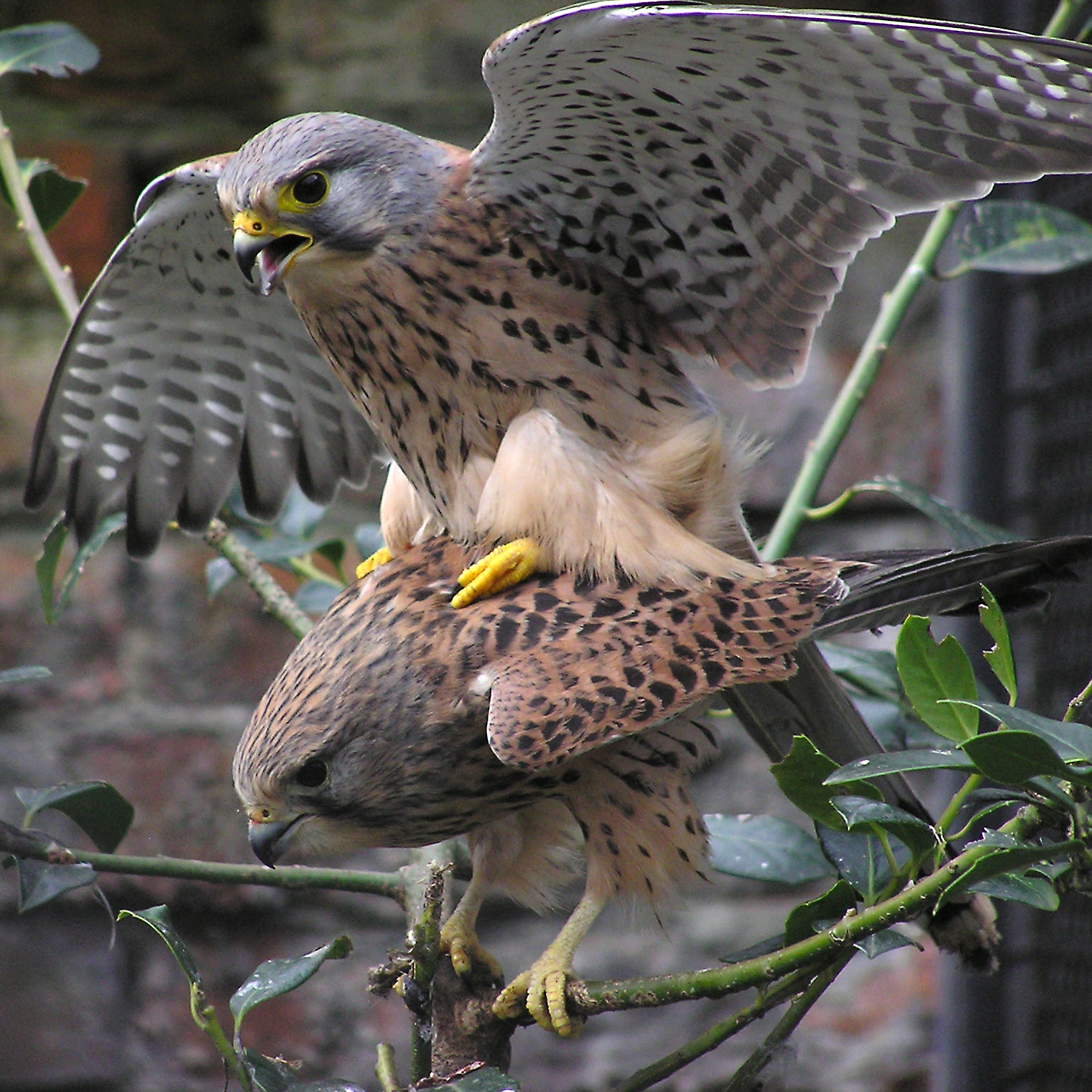
Paarung

### Balz
Die Balzflüge der Turmfalken lassen sich in Mitteleuropa von März bis April beobachten. Die Männchen vollführen dabei ruckartige Flügelschläge, drehen sich halb um die Längsachse und gleiten danach in raschem Gleitflug nach unten. Während dieser Flüge, die vor allem der Revierabgrenzung dienen, ist ein erregtes Rufen zu hören.
Die Aufforderung zur Paarung geht überwiegend vom Weibchen aus, das sich in der Nähe des Männchens niederlässt und ein vom Bettelruf der Jungen abgeleitetes Lahnen hören lässt. Nach der Begattung fliegt das Männchen zu dem von ihm ausgewählten Brutplatz und lockt das Weibchen mit hellen zick-Rufen. In der Horstmulde zeigt das Männchen zwei unterschiedliche Balzverhalten, die ineinander übergehen. Unter lauten zick-Rufen legt sich das Männchen in die Horstmulde, als wolle es brüten, scharrt mit den Fängen und vertieft dabei die Brutmulde. Erscheint das Weibchen am Horstrand, richtet sich das Männchen wieder auf und zeigt ein erregtes Auf- und Niederwippen. Normalerweise bietet er dabei eine in der Horstmulde zuvor platzierte Beute mit dem Schnabel an.

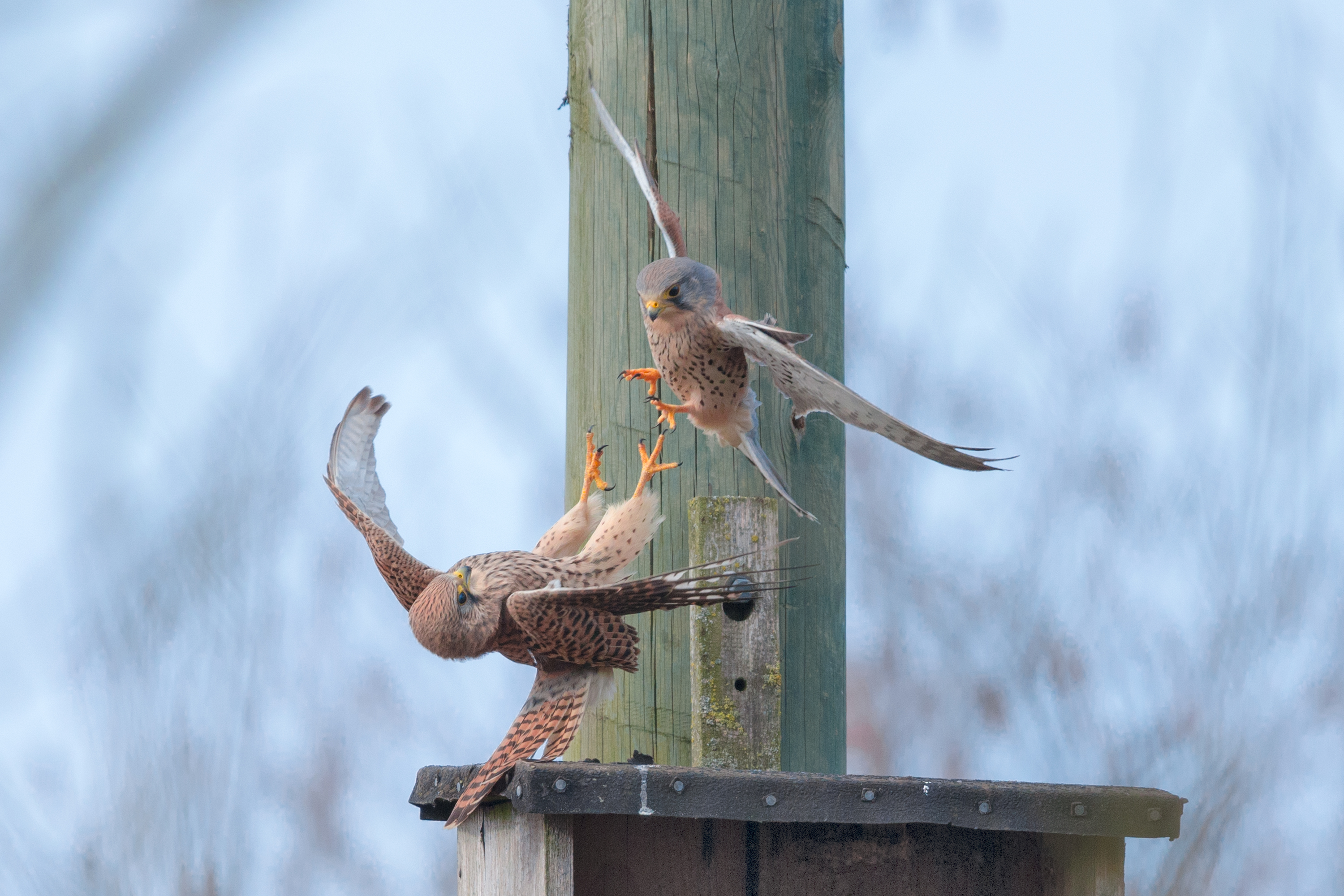
Weibchen wehrt den Angriff eines Männchens ab.

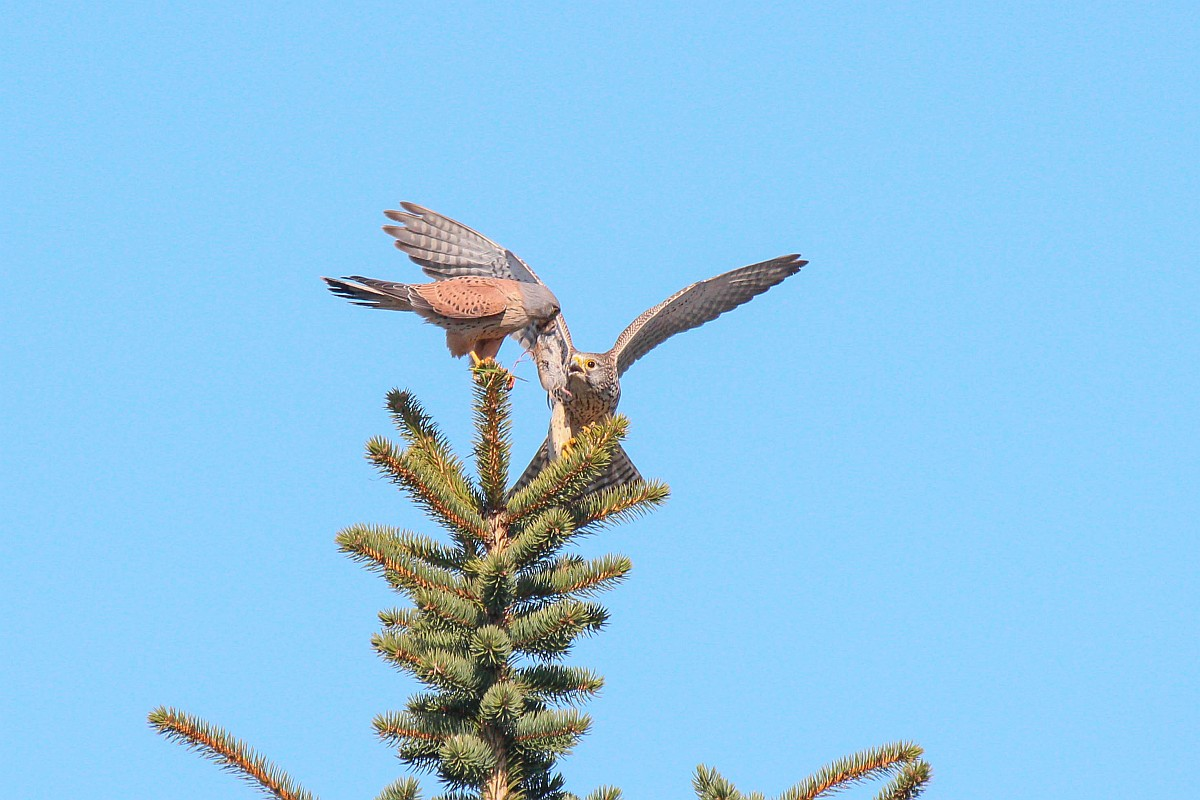
Turmfalken bei der Balz; er präsentiert ihr eine Maus, die er später zu seinem Horst bringt und ihr dort überlässt.

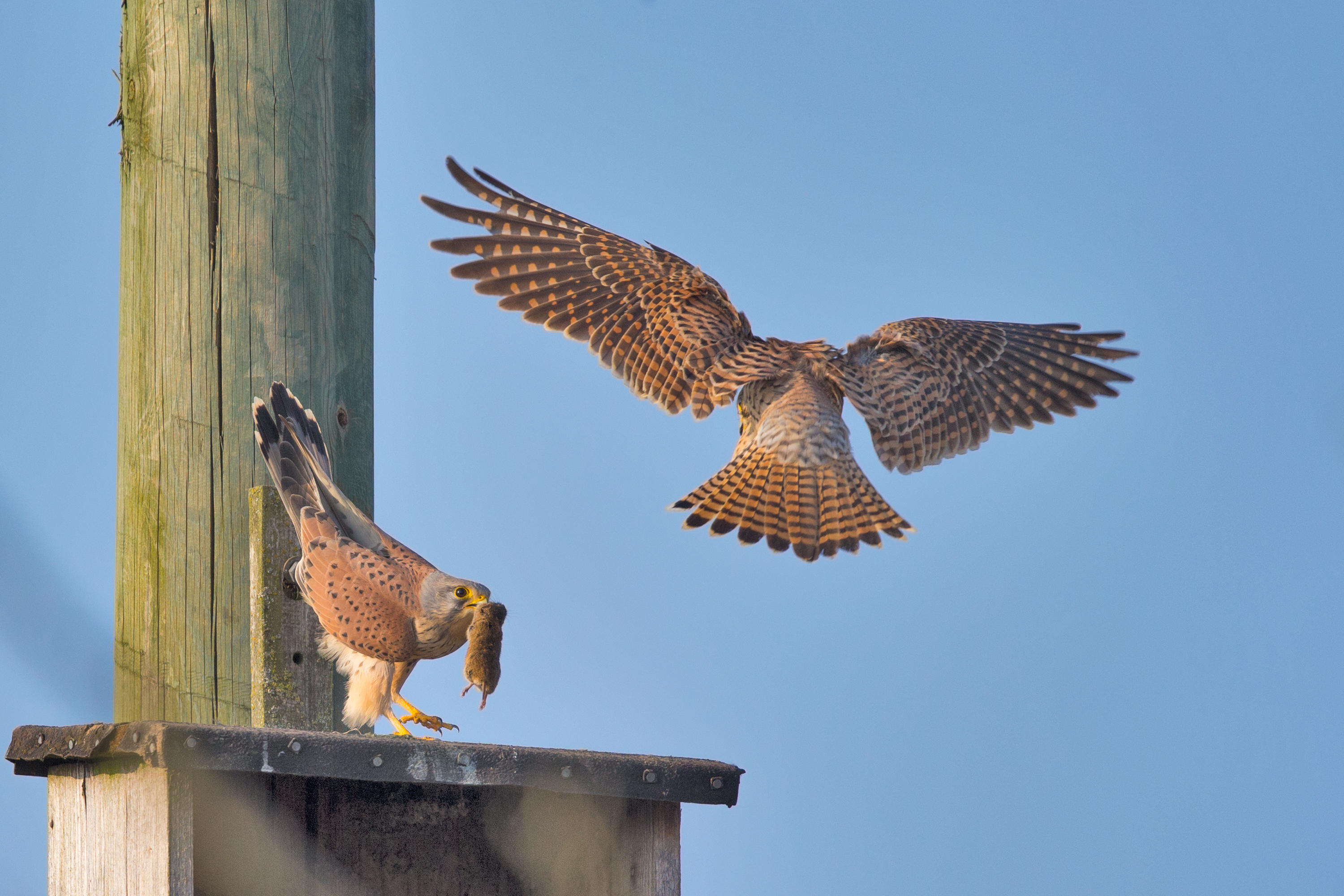
Ein Männchen bietet einem Weibchen am Brutkasten eine Maus an.

### Brutplatz

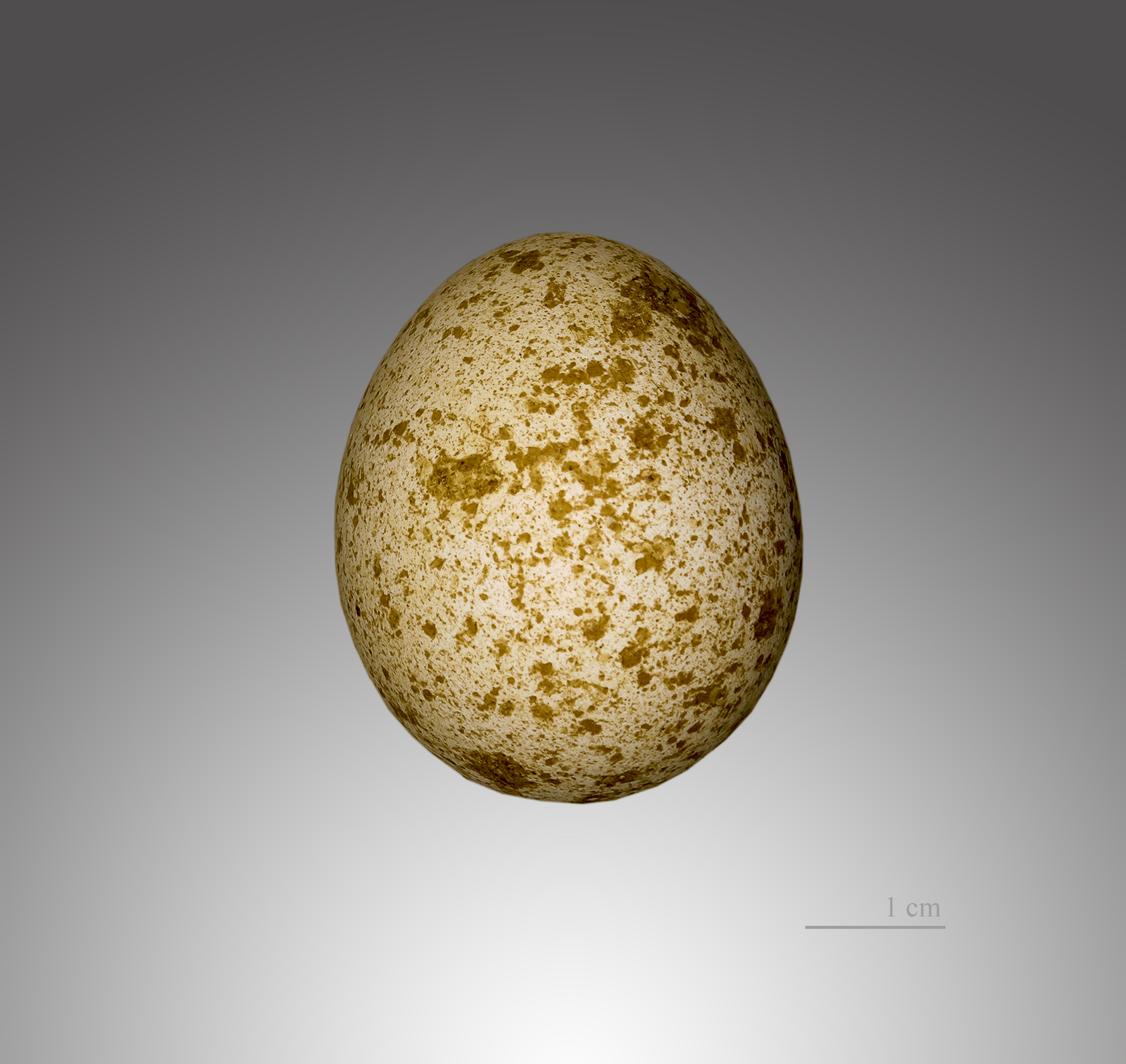
Ei eines Turmfalken

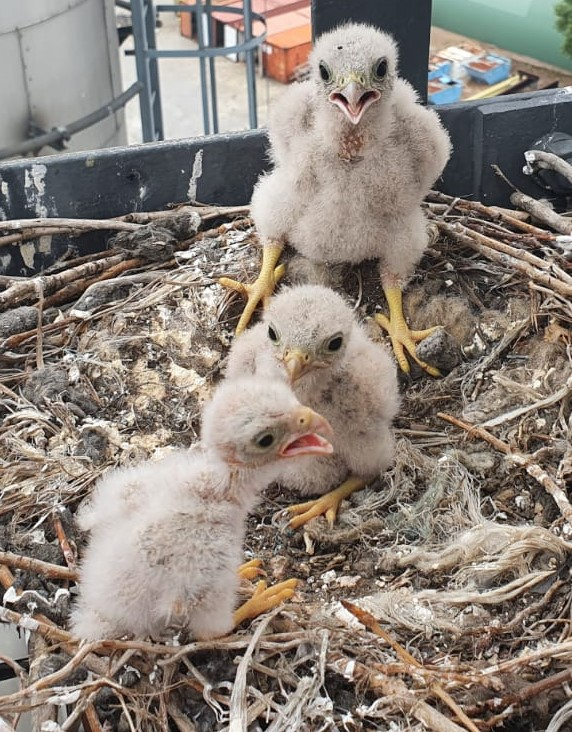
Wenige Tage alte Turmfalken im Nest an einer Rektifikationskolonne in ca. 30 m Höhe

Turmfalken sind vor allem Felsbrüter, die in entsprechend felsigen Regionen bevorzugt in Spalten und Höhlen brüten. Wie alle Falken bauen auch Turmfalken keine Nester. In felsarmen Regionen nutzt der Turmfalke die Nester anderer Vogelarten wie beispielsweise von Krähen. In der Regel ist der Turmfalke zu schwach, um Krähen von ihren frisch gebauten Nestern zu vertreiben, sodass er in der Regel vorjährige und verlassene Nester nutzt. Es wurden vereinzelt Fälle beschrieben, in denen Turmfalken verwilderte Haustauben von ihren Nestern vertrieben.
Gebäudenischen oder Mauerlöcher dienen dem Kulturfolger Turmfalke als Nistplätze; häufig nisten sie in Kirchtürmen oder an Hochhäusern. Er nutzt dabei die obersten Regionen der Vertikalstruktur von Bauwerken, wo er Gefahren am wenigsten ausgesetzt ist.
Ist das Nahrungsangebot in einem Lebensraum reichlich, kann es ähnlich wie beim Rötelfalken zu regelrechten Brutkolonien kommen. Aus dem Erdinger Moos in der Nähe von München ist aus den 1930er Jahren eine Kolonie belegt, wo 20 Paare Saatkrähen und 15 Turmfalkenpaare in größter Nähe zueinander brüteten. Die Turmfalken nutzten dabei verlassene Saatkrähennester. Nur das unmittelbare Nistterritorium wird vom Turmfalken scharf verteidigt.

### Aufzucht der Jungen

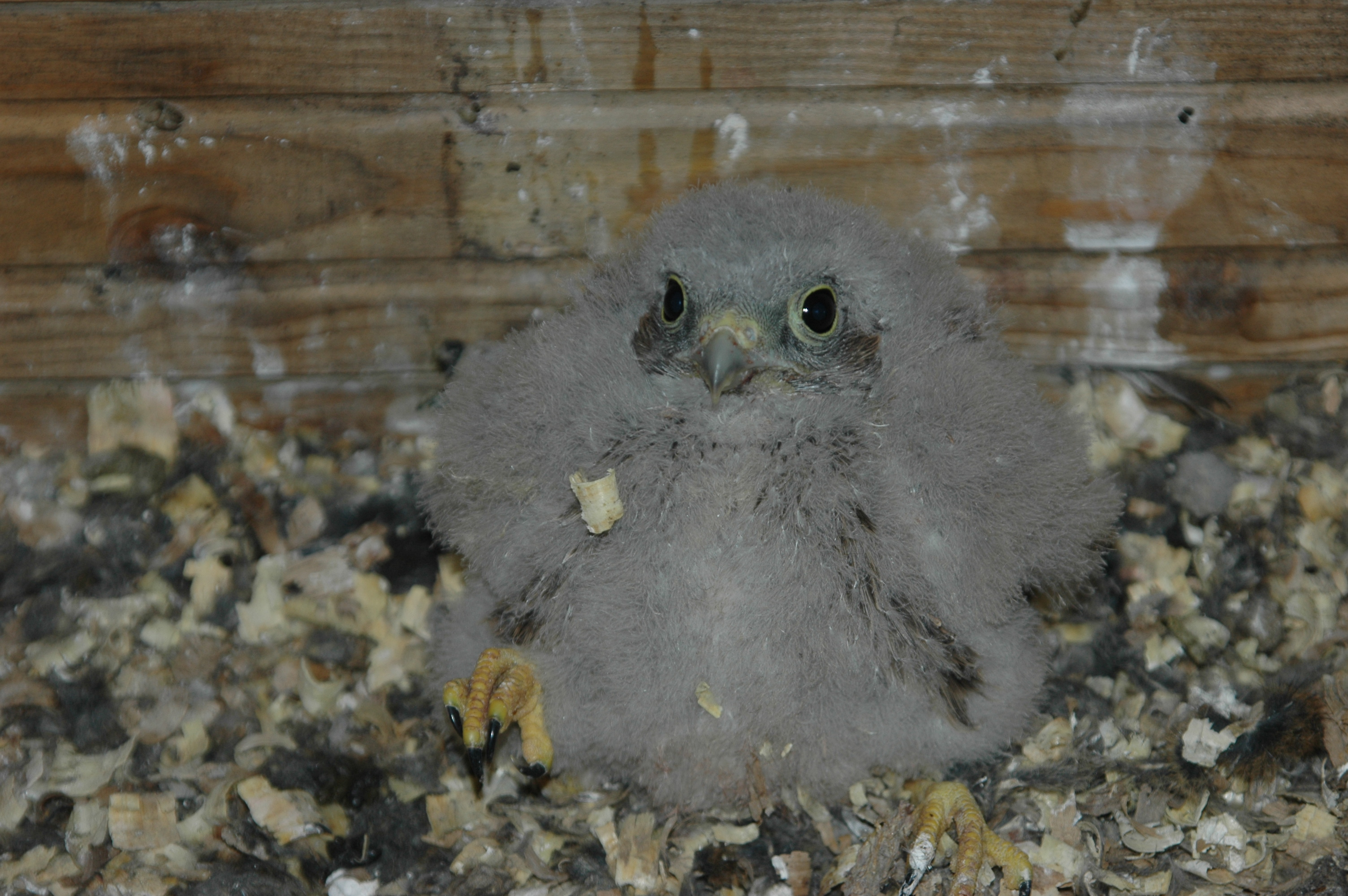
Junger Turmfalke

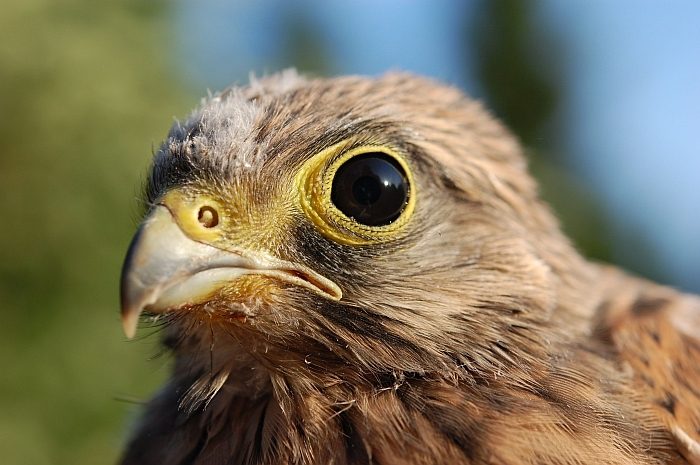
Turmfalke mit etwa 35 Tagen, schon flügge geworden

Der bereits im 2. Lebensjahr brütende Turmfalke legt meist 3 bis 6 Eier, in der Regel ab Mitte April. Die ockergelblich bis braunen Eier sind meist stark gefleckt und zwischen 3,4 und 4,4 Zentimeter lang. Das Weibchen brütet die Eier überwiegend allein aus.
Die Jungen schlüpfen nach etwa 27 bis 29 Tagen. In den ersten Tagen hudert das Weibchen die Jungvögel fast ständig und verlässt sie nur für den kurzen Zeitraum, der notwendig ist, um vom Männchen die Nahrung zu übernehmen. Handelt es sich dabei um Mäuse, füttert das Weibchen ihren Nachwuchs vor allem mit Muskelfleisch, während sie selber den Darm und das übrig bleibende Fell frisst. Haben die Jungvögel ihre zweite Lebenswoche vollendet, stellt das Weibchen zunehmend das Hudern ein. Beide Elternvögel versorgen dann unabhängig voneinander die Jungvögel mit Nahrung. In diesem Alter beginnen Jungvögel auch, die ersten Stehversuche zu machen. Am Ende der dritten Lebenswoche haben die Nestlinge das Körpergewicht eines ausgewachsenen Turmfalken erreicht. Der Wechsel vom Daunenkleid ins Gefieder der Jungvögel ist dagegen erst mit der vierten Lebenswoche abgeschlossen. Wie bei allen Falken sind auch junge Turmfalken untereinander kaum aggressiv, die Verluste durch Auseinandersetzungen zwischen den Jungvögeln sind daher sehr gering, zumal die Eltern bei der Fütterung der Jungvögel darauf achten, dass alle von der Nahrung abbekommen. Wenn die Jungvögel in fortgeschrittenem Alter sind, legen die Altvögel die Nahrung meist nur noch bei den Jungvögeln ab, die dann selber fressen. Dabei kann es bei Nahrungsmangel zu ungleicher Verteilung kommen. Die schwächsten Jungvögel haben dann geringere Chancen, an ausreichend Nahrung zu kommen, und können in schlechten Jahren noch am Brutplatz sterben. Es wurden aber auch schon Fälle beobachtet, wo der weibliche Falke verunglückt war und das Männchen auch das schwächste Junge danach bis zur Selbständigkeit alleine aufgezogen hat.

## Lebenserwartung
Die ältesten frei lebenden Turmfalken, deren Alter man anhand ihrer Beringung nachweisen konnte, erreichten ein Alter von 18 Jahren.
Die Wahrscheinlichkeit, dass ein Jungvogel sein erstes Lebensjahr überlebt, liegt bei etwa 50 Prozent.
Eine hohe Sterberate ist in den Monaten Januar und Februar zu verzeichnen, wenn sowohl ausgewachsene Vögel als auch Jungvögel gelegentlich verhungern, weil die Witterungsbedingungen ihre Jagd zu sehr einschränken.

## Bestand
Der Bestand an Turmfalken war in Mitteleuropa über viele Jahrzehnte weitgehend stabil. Nur nach sehr kalten Wintern oder schlechten Mäusejahren kam es kurzzeitig zu Bestandseinbußen, die aber gewöhnlich schnell wieder ausgeglichen wurden. Zu erheblichen Bestandsrückgängen kam es in weiten Teilen Mitteleuropas ab den 1960er Jahren. Die größten Rückgänge und die niedrigste Brutdichte waren dabei in intensiv bewirtschafteten und ausgeräumten Kulturlandschaften zu verzeichnen. Der Tiefstand des Bestandes war Mitte bis Ende der 1980er Jahre zu verzeichnen. Infolge einer Reihe warmer und trockener Sommer sowie bestandsstützender Maßnahmen wie der Ausbringung von Nistkästen und des Rückgangs des Pestizideinsatzes kam es wieder zu deutlichen Erholungen.
Für Deutschland wurde der Bestand zu Beginn des 21. Jahrhunderts auf 42.000 bis 68.000 Paare geschätzt. Damit ist Deutschland das mitteleuropäische Land, das den höchsten Bestand aufweist. In Österreich brüten zwischen 5.000 und 10.000 Paare, in der Schweiz kommen zwischen 3.000 und 5.000 Brutpaare vor. In Großbritannien sind die Zahlen seit Ende des 20. Jahrhunderts rückläufig. Insbesondere in Schottland gelten die Turmfalken als besonders betroffene Verlierer des Klimawandels. Für den weltweiten Bestand gibt es keine gesicherten Angaben, die IUCN gibt als groben Schätzwert etwa 5 Millionen Individuen an. Weltweit gilt die Art laut IUCN als ungefährdet. Nach der aktuellen Roten Liste Deutschlands gilt ihr Bestand ebenfalls als ungefährdet.

## Mensch und Turmfalke

### Vogel des Jahres
Der Turmfalke war in Deutschland und Österreich Vogel des Jahres 2007, in der Schweiz 2008, ebenso wie 2006 in Lettland, 2009 in Luxemburg, 2010 in Belarus und 2016 in Armenien.